# Мостовой (Могилёвская область)
Мостово́й (бел. Маставы́) — посёлок в составе Паршинского сельсовета Горецкого района Могилёвской области Республики Беларусь.

## Население
- 1999 год — 57 человек
- 2010 год — 22 человека
- 2022 год — 3 человека